# Неостапфия
Неоста́пфия (лат. Neostapfia) — монотипный род однодольных растений семейства Злаки (Poaceae), включающий вид Neostapfia colusana (Burtt Davy) Burtt Davy.
Neostapfia colusana впервые описан британским ботаником Джозефом Берттом Дэйви под названием Stapfia colusana Burtt Davybasionym; в 1899 году род был переименован в Neostapfia, род назван в честь ботаника Отто Штапфа.

## Распространение
Единственный вид является эндемиком штата Калифорния (США), известный из долин рек Сакраменто и Сан-Хоакин (части Калифорнийской долины).

## Общая характеристика
Однолетнее травянистое растение с коленчато-восходящим стеблем высотой 10—30 см.
Листья безъязычковые, со специфическим запахом.
Соцветие с одиночным колоском с пятью цветками; цветочная чешуя эфемерна или отсутствует.
Плод — обратнояйцевидная сжатая с боков зерновка; семя с клейким околоплодником.
Цветёт с мая по август.
Число хромосом — 2n=40.

## Природоохранная ситуация
Редкий вид, находящийся под серьёзной угрозой исчезновения. Опасения вызывают неконтролируемый выпас скота, сельскохозяйственная деятельность, конкуренция с инвазивными видами растений, гидрологическая изменчивость и прочее.